# Matamata

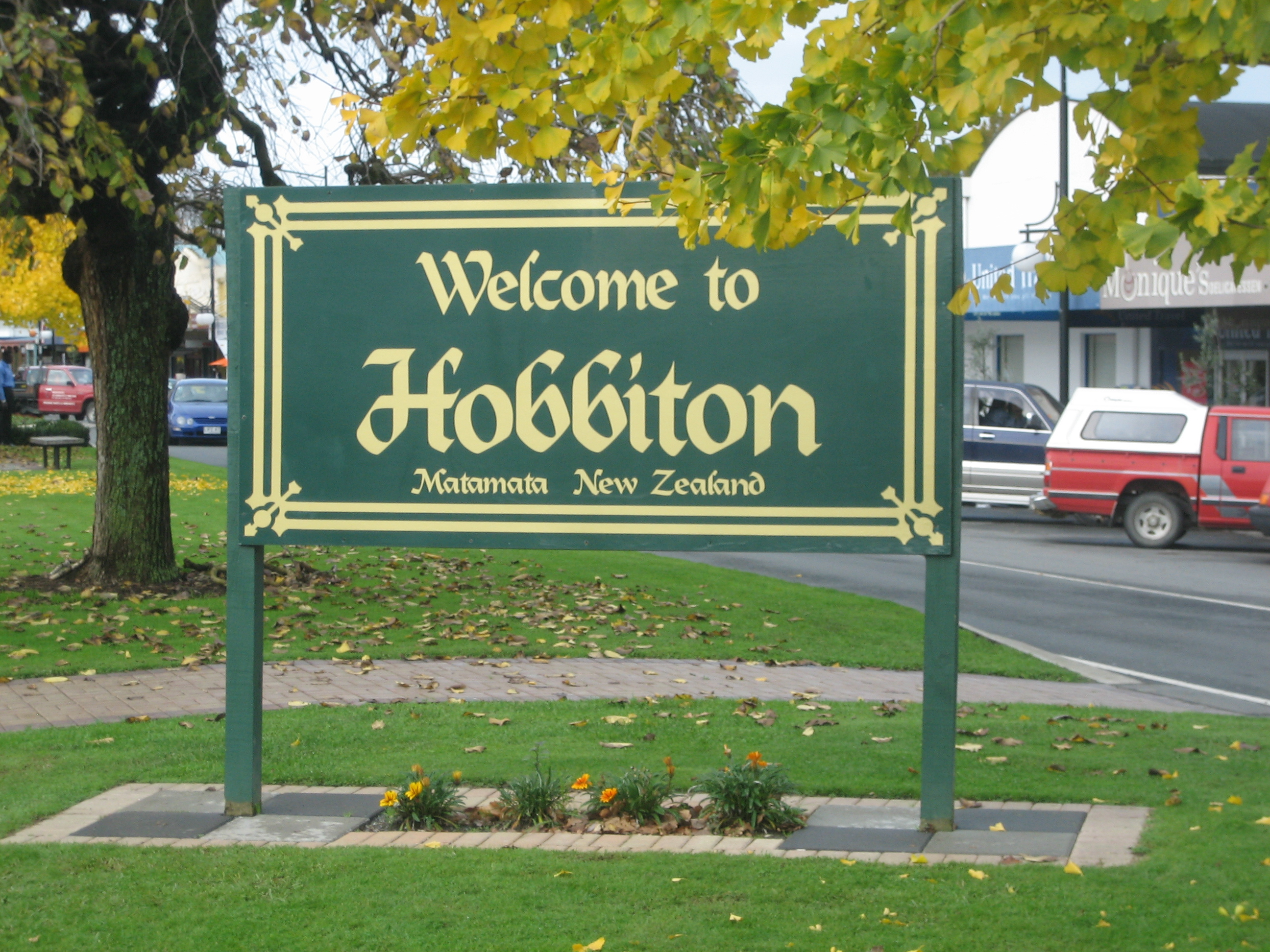
Il cartello di benvenuto ad Hobbiton (Hobbiville nella traduzione italiana)

Matamata è una piccola città del distretto di Matamata-Piako, appartenente alla regione di Waikato, nell'Isola del Nord della Nuova Zelanda. La città ha una popolazione di poco più di 6 000 abitanti, anche se l'intero complesso urbano si stima arrivi ai 12.000.
Matamata si trova alla base di una piccola catena montuosa, la Kaimai Range, ed è una zona conosciuta per la produzione agricola e l'allevamento di cavalli di razza.
Il suo territorio ospita la ricostruzione di Hobbiville per il set dei film Il Signore degli Anelli e Lo Hobbit.